# Діти Дюни (роман)
«Діти Дюни» (англ. Children of Dune) — науково-фантастичний роман Френка Герберта 1976 року, продовження роману «Месія Дюни». Спочатку публікувався частинами в журналі «Analog Science Fiction and Fact», а пізніше того ж року виданий як книга.
Події книги зосереджені на дітях Пола Муад'Діба, його синові Лето II та доньці Ганімі. Після добровільного вигнання Муад'Діба діти ще замалі, аби претендувати на престол, разом з тим не по-дитячому мудрі. Поки за них править регент, вороги Муад'Діба прагнуть згубити дітей.
Роман був номінований на премію Г'юго як найкращий роман у 1977 році.

## Сюжет
Минуло 9 років після того, як імператор Пол Муад'Діб пішов у добровільне вигнання в пустелю. Його діти Лето і Ганіма ще малі, а владу передано регентці — їхній тітці Алії. Тим часом планета Дюна завдяки екологічній кампанії фрименів стає менш посушливою. Місцями починають іти дощі, фримени переселяються в села та міста. Джигад, початий в ім'я Муад'Діба, стає неконтрольованим, Імперська вища рада втрачає політичну силу.
Близнюки Лето й Ганіма, успадкувавши здібності батька, проявляють незвичайний розум. Вони помічають, що їхня опікунка Алія, одружена з Дунканом Айдаго, зловживає прянощами з метою побачити майбутнє, як Муад'Діб, але їй не вдається. Натомість із генетичної пам'яті Алії поступового відновлює свою особистість барон Харконнен. Спочатку він існує як голос, який дає поради, та потім перебирає контроль над тілом. Він підмовляє Алію пришвидшити озеленення планети, плануючи, що це уб'є червів і позбавить людство прянощі, підірвавши владу Атрідів. Близнюки називають Алію за це Гиддю та побоюються, що їх чекає подібна доля бути поглиненими особистостями предків.
Тим часом з пустелі приходить сліпий проповідник, який критикує насталий культ особи Муад'Діба. Деякі з фрименів вбачають у ньому самого Муад'Діба. Тим часом Лето роздумує над сенсом слів «моя шкіра не моя власна» та передбачає, що Кралізек — легендарна битва з вірувань фрименів, яка має статись у майбутньому, невідворотна. Принцеса Венсісія з занепалого Дому Коріно на Салус Секундус планує вбивство близнюків аби захопити владу в Імперії.
Леді Джессіка, мати Алії та Пола, повертається на Арракіс і визнає, що її дочка потрапляє під владу Харконнена. Проповідник вирушає на Салусу Секундус, щоб зустрітися з сином Венсісії Фарад'ном, а взамін передає Дункана Айдахо дому Корріно. Алія намагається вбити Джессіку, але вона тікає в пустелю при допомозі Дункана, спричинивши заколот серед фрименів. Близнюкам також вдається сховатися в пустелі від убивць, підісланих домом Корріно. Лето вирушає на пошуки Проповідника, тоді як Ганіма змінює свою пам'ять самонавіюванням і починає вважати, що її брата успішно вбили, що й розповідає потім. Дункан і Джессіка тікають на Салусу Секундус, де Джессіка стає наставницею Фарад'на. Той відправляє свою матір у вигнання за допомогою Джессіки та Бене Ґессерит. Йому обіцяють шлюб із Ганімою, що зробить Фарад'на наступним імператором.
Загін фрименів-відступників, що мешкає глибоко в пустелі, схоплює Лето й позбавляє костюма для збереження вологи. За порадою Ґурні відступники змушують хлопця прийняти прянощі, щоб впасти у транс. У трансі Лето здобуває пам'ять усіх предків, у тому числі батькові спогади про видіння майбутнього. Він бачить безліч можливих варіантів майбутнього, коли людство з часом вимирає, і тільки один, де воно процвітає. Лето називає шлях до цього майбутнього «Золотим Шляхом» і бере на себе місію здійснити його. Він розуміє значення слів «моя шкіра не моя власна» та створює собі своєрідний костюм з піщаної форелі — першої життєвої стадії піщаних червів. Зусиллям волі він спонукає форель вступити з ним у симбіоз. Завдяки цьому Лето набуває надлюдської сили та стає єдиною істотою, що зможе виробляти прянощі на тераформованій Дюні. Він тікає з полону, викликає піщаного черва для подорожі верхи та подорожує пустелею. Врешті Лето стикається з Проповідником, який справді виявляється його батьком — Полом Атрідом. Вони сперечаються щодо того чий шлях істинний. Лето запевняє, що попри їхнє спільне передчуття Кралізеку, ця битва відбудеться лише через тисячі років, і підготувати людство до неї треба епохою тривалого миру.
Дункан повертається на Дюну, де провокує Стілгара на спробу його вбивства, тож Стілгар змушений взяти Ганіму й переховуватися. Алія захоплює Ганіму і влаштовує шлюб з Фарад'ном. Вона планує, що в потрібний час Ганіма уб'є Фарад'на, щоб помститися за Лето. Пол і Лето ж повертаються до столиці, щоб протистояти Алії. Та після повернення Пола вбивають жерці, підіслані Алією. Лето своїми новими здібностями повертає Ганімі справжні спогади й намагається позбавити Алію впливу Харконнена. Проте Харконнен опирається і Алія стрибає з балкона, розбившись на смерть.
Лето проголошує себе наступником Муад'Діба та новим імператором. Він одружується з Ганімою, проте лишає Фарад'на на себе в службі, щоб Ганіма зачала від нього дітей, необхідних для здійснення «Золотого Шляху». Лето коротко пояснює, що має намір почати тривале панування, за якого він особисто буде єдиним джерелом прянощів та контролюватиме все людство для насильного встановлення миру. Але пізніше настане епоха справжньої свободи, про яку мріяв його батько.

## Адаптації
- «Діти Дюни» (2003) — телесеріал.

## Переклади українською
- Френк Герберт. Діти Дюни. — Харків: КСД, 2020. — 464 стор. Переклад з англійської: Наталія Михаловська